# Ruslands annektering af Krim
Ruslands annektering af Krim skete de facto d. 18. marts 2014 i forbindelse med, at en traktat, som ville indlemme Krim-halvøen i Den Russiske Føderation, blev underskrevet ved en ceremoni i Moskva af den russiske præsident Vladimir Putin samt repræsentanter fra styret på Krim-halvøen. De jure skete denne indlemmelse d. 21. marts 2014, efter Føderationsrådet (det russiske senat eller overhuset) havde ratificerede førnævnte traktat. Traktaten gjorde Krim til én af de 22 russiske republikker – under navnet Republikken Krim – dog med undtagelse af havnebyen Sevastopol, som fik en særstatus som en føderal by i Rusland. 
Annekteringen af Krim-halvøen skete i kølvandet på Majdan-revolutionen i Kyiv (en del af Euromajdan), som d. 22. februar 2014 så den mere pro-russiske præsident Viktor Janukovitj blive væltet. Denne begivenhed udløste straks en såkaldt anti-Majdan-bevægelse og dertilhørende demonstrationer i store dele af det sydlige og østlige Ukraine, herunder særligt på Krim-halvøen. Allerede d. 23. februar var tusindvis af mennesker mødt op i havnebyen Sevastopol for at demonstrere mod den nye regering i Kyiv, som de betegnede som "fascister" og et "Bandera-regime". Samtidig diskuterede den russiske præsident Vladimir Putin begivenheder i Ukraine med sine sikkerhedstjenestechefer og bemærkede, at "vi må begynde at arbejde på at returnere Krim til Rusland".
Rusland fastholder, at annektering/inkorporeringen af Krim skete frivilligt og var i overensstemmelse med folks selvbestemmelsesret, da der forinden (d. 16. marts 2014) var blev afholdt en folkeafstemningen, hvor 95% havde stemt for at ville slutte sig Rusland. Af denne årsag har Putin derfor bl.a. fasholdt, at afstemningen og den efterfølgende annektering var i "overensstemmelse med normerne i international ret og FN-charteret". Andre – herunder EU og USA – har betegnet folkeafstemning som værende "ulovlig".

## Andre navne

### I Ukraine
I Ukraine omtales begivenheden derimod under navne såsom Ruslands midlertidige besættelse af Den Autonome Republik Krim og Sevastopol (ukrainsk: Tymchasova okupatsiia Avtonomnoi Respubliky Krym i Sevastopalia Rosiieiu), Den ulovlige besættelse af Den Autonome Republik Krim, Krims fald, og Invasionen af Krim.

### I Rusland
I Rusland er denne begivenhed også kendt under navne såsom Krims indtræden i Den Russiske Føderation (russisk: Присоединение Крыма к Российской Федерации), Krims tilbagevenden (russisk: Возвращение Крыма) eller Genforeningen af Krim.

## Baggrund

### Historie

#### Krim-khanatet (1441–1783)
Krim-halvøen blev efter opløsningen af Den Gyldne Horde en del Krim-khanatet fra 1443. Foruden Krim-halvøen omfattede khanatet ligeledes dele af nytidens Sydukraine: landområderne mellem Dnepr- og Donets-floderne (dvs. store dele af nytidens Zaporizjzja Oblast, dele af Kherson Oblast, den sydøstlige del af Dnipropetrovsk Oblast og den vestlige del af Donetsk Oblast). Som følge af bl.a. vedvarende indtrængen fra kosakkerne, som havde levet langs Don-floden siden opløsningen af Den Gyldne Horde, ændrede de landområder Krim-khanatet havde kontrol over løbende sig gennem dets eksistens. Krim-khanatet var det længstlevende af de tyrkiske khanater, som efterfulgte Den Gyldne Horde. Det blev etableret af Hacı I Giray i 1441.
Efter Hacı I Girays død kæmpede hans sønner efterfølgende om magten. Osmannerne greb ind og indsatte en af sønnerne, Meñli I Giray, på tronen som Khan over Krim-khanatet. I 1475 erobrede de osmanniske styrker det græske fyrstedømme Theodoro og de genuesiske kolonier i den sydelige del af Krim-halvøen. Fra dette tidspunkt og frem var Krim-khanatet et protektorat af Det Osmanniske Rige, hvor den osmanniske sultan nød vetoret over udvælgelsen af nye Krim-khaner.

#### Det Russiske Kejserrige (1783–1917)
Efter Det Russiske Kejserrige havde besejret Det Osmaniske Rige i forbindelse med den russisk-tyrkiske krig (1768-1774), blev den såkaldte Küçük Kaynarca-fredsaftale indgået. Heri blev osmannerne tvunget til at afstå suverænitet over Krim-khanatet, og lade det blive en selvstændig stat under russisk indflydelse. Krimtatererne – som på daværende tidspunkt hovedsageligt befolket Krim-halvøen – havde dog intet ønske om uafhængighed, men havde i stedet en stærk følelsesmæssig tilknytning til Det Osmanniske Rige. Derfor appellerede de til osmannerne og påpegede bl.a., at russiske tropper forsat stod udstationeret på halvøen, men osmannerne ignorerede krimtatererne, idet de ikke ønskede at overtræde aftalen med Det Russiske Kejserrige.
De efterfølgende år var karakteriseret af turbulens og oprør på Krim-halvøen. Forskellige klaner kæmpede om magten og tronen på halvøen, mens de samtidig modsagde sig russisk kontrol. Den russiske kejserinde Katarina 2. fik dog installeret en marionet-leder (en Khan) på halvøen, som bl.a. tillod russisk immigration samt forsøgte at reformere halvøen væk fra de osmanniske traditioner. Reformprogrammet var særdels upopulært blandt befolkningen på Krim. Kejserinde Katarina udformede en formel deklaration om annektering af Krim-halvøen d. 19. april 1783. Krimtatererne modsatte sig på dette tidspunkt ikke annekteringen, idet adskillige års intern uro på halvøen havde drænet ressourcerne og viljen til at kampe mod. Mange flygtede fra halvøen og rejste til Anatolien.
I 1785 bestod befolkningen på Krim-halvøen af ca. 85% etniske krimtatarer og knap 5% russere. Særligt begyndende fra midten af 1800-tallet startede denne befolkningssammensætning for alvor at ændre sig. I 1897 boede der således blot ca. 35% krimtatarer, 33% etniske russere og knap 12% etniske ukrainere.

#### Sovjetunionen (1921–1991)
Under Den Russiske Borgerkrig (1917-1921) skiftede Krim-halvøen hænder adskillige gange, inden det mod slutningen af borgerkrigen blev indtaget af bolsjevikkerne. i 1921 blev Krim ASSR dannet som en del af den russiske SFSR.

### Etnicitet og sprog
Krimtatarerne nedstammer fra det tyrkiske folkeslag, der oprindeligt bosatte sig på Krim fra det 8. århundrede, samt formodentlig også krimgoterne og genueserne. Sprogligt er krimtatarerne i familie med khazarerne, som invaderede Krim i midten af det 8. århundrede: det krimtatariske sprog udgør en del af den nordvestlige gren af de tyrkiske sprog, og har samtidig en betydelig Oghuz-tyrkisk-indflydelse på grund af den historiske osmanniske tyrkiske tilstedeværelse på Krim.

## Annekteringen

### Krim-krisen begyndelse
Majdan-revolutionen d. 18–23. februar 2014 – der så den ukrainske præsident Viktor Janukovitj bliver afsat – var den udløsende faktor, der antændte den politisk krise på Krim. Krisen manifesterede sig indledningsvis ved demonstrationer og protester mod den nye midlertidige ukrainske regering i Kyiv, der var kommet til magten som følge af Majdan-revolutionen, omend konflikten hurtigt herefter eskalerede.
De politiske uroligheder og spændinger på Krim-halvøen havde dog allerede intensiveret, som følge af den umiddelbart forudgående Euromajdan-bevægelses protester samt uroligheder i Kyiv (fra november 2013 til februar 2014).  Således havde byrådet i Sevastopol allerede d. 28. januar 2014 udsendt en erklæring til bl.a. EU, USA samt Janukovitj-regeringen, hvori de udtrykte deres bekymring over for voldelige "ekstremistiske" og "fascister" elementer (hvor de specifikt fremhævede Svoboda og Pravij sektor) blandt demonstranterne på Maijdan, Kyiv. Ydermere opfordrede de Janukovitj-regering at slå hårdt ned på disse "ekstremister" for at opretholde og sikre den ukrainske forfatning, herunder sikre at man ikke tabte kontrollen og måtte give indrømmelser til disse "ekstremister". Erklæringen opfordrede ligeledes til oprettelsen af en "folkemilits", som skulle "sikre et fast forsvar" af byen mod "ekstremisme".
I takt med at konflikten i Kyiv eskalerede i løbet af februar 2014, blev det rapporteret, at ønsket om at tilnærme sig Rusland steg blandt befolkningen på Krim. Den 20. februar udtrykte Vladimir A. Konstantinov, leder af Verkhovna Rada på Krim (Krims parlament), at hvis situationen forsatte med at blive forværret, var der en reel mulighed for, at halvøen ville blive udskilt fra Ukraine. I denne forbindelse påpegede Konstantinov, at en løsrivelse var en mulighed, hvis "landet kollapser", og at alt bevægede sig "i denne retning". Den 21. februar 2014 blev medlemmerne af parlamentet på Krim, indkaldt til et ekstraordinært møde. Som reaktion på den stigende separatiststemning på Krim meddelte SBU d. 21. februar 2014, at de påtænkte at "anvende strenge foranstaltninger for at forhindre enhver handling, der havde til hensigt at forringe Ukraines territoriale integritet og suverænitet". Det største parti i parlamentet på Krim (80 ud af 100) var den ukrainske præsident Viktor Janukovitjs Regionernes Parti, som ikke ønskede at drøfte Krim's løsrivelse, men i stedet støttede den aftalen, der var blevet indgået mellem præsident Janukovitj  og Euromaidan-bevægelsen i Kiyv samme dag (d. 21. februar).